# Ľudovít Štúr
Ľudovít Štúr, född 29 oktober 1815 i Uhrovec, död 12 januari 1856 i Modra (vådaskjuten under jakt), var en slovakisk författare och politiker. Han var även skaparen av det slovakiska litterära språket.
Štúr studerade i Pressburg och Halle an der Saale och verkade en tid i Pressburg som lärare i tjeckoslovakiska språket och litteraturen. Då undervisningen motverkades från ungersk sida, publicerade han i "Augsburger Allgemeine Zeitung" 1844-1845 de uppseendeväckande skrifterna Klagen und Beschwerden der Slowaken wider die Übergriffe der Magyaren och Das neunzehnte Jahrhundert und der Magyarismus och medarbetade i den slovakiska tidningen "Slovenskje národnje novini". 
Štúr deltog i den stormiga ungerska riksdagsperioden 1847-48 och ledde jämte Jozef Miloslav Hurban och Michal Miloslav Hodža den nationella organisationen mot ungrarna. Efter den ungerska resningens undertryckande höll han sig en tid dold och skrev 1853 en först 1867 på ryska i Moskva tryckt skrift Slavjanstvo i mir budustjago ("Den slaviska världen och framtiden"), i vilken han kraftigt påyrkade alla slaviska folks uppgående i Ryssland. 
Štúr var anhängare av Friedrich Hegels filosofi och Ján Kollárs panslavism och skrev de patriotisk-episka dikterna Svatoboj och Matúš z Trenčina samt den lyriska samlingen Spevy a piesne (1853). För det slovakiska litteraturspråkets främjande utgav han 1846 Nárečja Slovenskuo alebo potreba písaňja v tomto nárečí och Nauka reči slovenskej samt en studie om slaviska folkvisor, O národních písních a povĕstech plemen slovanskych (1853).
Asteroiden 3393 Štúr är uppkallad efter honom.